# 灰とダイヤモンド (映画)
『灰とダイヤモンド』（はいとダイヤモンド、波: Popiół i diament）は、1958年のポーランド映画。（英題:Ashes and Diamonds）

## 概要

『キネマ旬報』1959年7月夏の特別号に掲載されたポスター

イェジ・アンジェイェフスキが1948年に発表した同名小説をアンジェイ・ワイダが映画化。アンジェイェフスキはワイダとともに脚色も担当した。
ドイツ軍が降伏した1945年5月8日のポーランドを舞台に、党県委員会書記のシュチューカの暗殺を依頼されたロンドン亡命政府派の青年マチェクが誤って別人を殺害し、翌朝、軍によって射殺されるまでの一日を象徴的に描く。
このように、体制側が主人公と捉えていたシュチューカではなく、彼の暗殺を遂行するマチェクに焦点が当てられているため、検閲の際にはその点が問題視されたが、マチェクがゴミ山の上で息絶えるラストシーンが反政府運動の無意味さを象徴したものだと統一労働者党から高く評価され、上映が許可された。しかし、ワイダはむしろ、ラストシーンを見た観客がマチェクに同情することを期待したという。
本作は1959年の第20回ヴェネツィア国際映画祭で上映され、国際映画批評家連盟賞を受賞。ワイダの『世代』『地下水道』とともに「抵抗三部作」と呼ばれる。
主人公のマチェク(チブルスキー)と、その恋人のクリスチーナが、雨宿りのために飛び込んだ教会の墓碑名に刻まれていた詩が印象的である。これはチプリアン・カミユ・ノルヴィッドという詩人の「舞台裏にて」という詩からの引用である。
『松明(たいまつ)のごとくわれの身より火花の飛び散るとき
われ知らずや、わが身を焦がしつつ自由の身となれるを
もてるものは失わるべきさだめにあるを
残るはただ灰と、嵐のごとく深淵におちゆく混迷のみなるを
永遠の勝利の暁に、灰の底深く
燦然たるダイヤモンドの残らんことを』

## キャスト

エヴァ・クジジェフスカ

- ズビグニエフ・チブルスキー(吹き替え:仲村秀生)：マチェク
- エヴァ・クジジェフスカ(吹き替え:真山知子)：クリスティーナ
- ヴァーツラフ・ザストルジンスキ：シュチューカ
- アダム・パヴリコフスキ(吹き替え:臼井正明)：アンジェイ
- ボグミウ・コビェラ(吹き替え:愛川欽也)：市長秘書
- ジャン・チェチェルスキ：ホテルマン
- スタニスワフ・ミルスキ(吹き替え:槐柳二)：新聞記者
- アルチュール・ムロドニツキ
- ハリナ・クフィアトコフスカ
- イグナツィ・マホフスキ
- ズビグニエフ・スコフロンスキ
- バルバラ・クラフトフナ
- アレクサンデル・ゼフルク
- ミェチスワフ・ローザ
- タデウシュ・カリノウスキー
- グラジナ・スタニシェウスカ
- アドルフ・ロニッキー

吹き替え放映:1971年2月21日『日曜洋画劇場』